# 泉佐
泉佐（せんさ、生没年不詳）は、江戸時代の地本問屋。

## 来歴
泉佐と号す。寛政から文化期に喜多川歌麿、菊川英山の錦絵を出版している。

## 作品
- 喜多川歌麿 『流行模様哥麿形』 大判 錦絵揃物 寛政中期
- 喜多川歌麿 『青楼七小町』 大判7枚揃 錦絵揃物 寛政中期
- 喜多川歌麿 『遊君五節生花絵会』 大判揃物 文化2年
- 菊川英山 『美人発句合』 大判 文化